# 島之内
島之内（しまのうち）は、大阪府大阪市中央区の地域名。または同地域東部の町名。現行行政地名は島之内一丁目および島之内二丁目。

## 概要

### 範囲
島之内の範囲は、以下の人工の堀川に囲まれた（囲まれていた）、南北約650m、東西約1.2kmの四角形の地域である。
東端 - 東横堀川（阪神高速1号環状線南行き）
西端 - 西横堀川（阪神高速1号環状線北行き。1962年埋立）
南端 - 道頓堀川
北端 - 長堀川（長堀通。1964年埋立）
人工の堀川開削によってできた島の内側であることから島之内と呼ばれた。それぞれの堀川を挟んで、東は上町、西は堀江、南は道頓堀、北は船場に接する。

### 現在の町名
- 島之内（しまのうち） - 堺筋以東
- 東心斎橋（ひがししんさいばし）
- 宗右衛門町（そうえもんちょう）
- 心斎橋筋（しんさいばしすじ）
- 西心斎橋（にししんさいばし） - 御堂筋以西

## 街路と街並み
船場と同じく、街区は基本的に40間四方の正方形で、街路は碁盤目状に直交している。必ずしも東西方向の街路を通（とおり）と称さない点や、東西方向の町割より南北方向の町割が多かった点が船場との大きな違いである。おおむね周防町筋以南は飲食店が集中する歓楽街となっている。

### 東西方向の街路
（北から南の順）
- 長堀通 - 船場の南端を通っていた末吉橋通を長堀川の埋立によって拡幅したのが長堀通であるため、厳密には船場の通
- 鰻谷（うなぎだに）北通 - 鰻谷上之町通とも
- 鰻谷南通 - 鰻谷中之町通とも
- 大宝寺（だいほうじ）通 - いちょう通りとも
- 清水町（しみずまち）筋 - 清水通とも
- 周防町（すおうまち）筋 - 周防町通、ヨーロッパ通りとも
- 八幡（はちまん）筋
- 三津寺（みつでら）筋 - 三ツ寺筋とも表記され、「みってら」と発音されることが多い
- 新屋敷筋 - 炭屋町筋 - 心斎橋筋間のみ
- 宗右衛門町（そうえもんちょう）通 - 御堂筋以西では久左衛門町通とも

### 南北方向の街路
（東から西の順）
- 問屋町（といやまち）筋 - 東横堀筋とも
- 竹屋町（たけやまち）筋
- 南綿屋町（みなみわたやまち）筋 - 板屋橋筋とも
- 鍛冶屋町（かじやまち）筋
- 堺筋 - 長堀橋筋とも
- 千年町（せんねんちょう）筋
- 玉屋町（たまやまち）筋 - 中橋筋とも
- 笠屋町（かさやまち）筋 - 三休橋筋とも
- 畳屋町（たたみやまち）筋
- 心斎橋筋 - はっ筋とも
- 御堂筋 - 国道25号
- 佐野屋橋（さのやばし）筋
- 大黒橋筋（だいこくばし）筋 - 大宝寺通以南のみ
- 炭屋町（すみやまち）筋 - 西横堀筋、単に横堀筋とも

## 歴史
元は東半分が西成郡下難波村の一部、西半分が同郡三津寺村の一部だったが、1615年（元和元年）の大坂の陣後、松平忠明による復興が行われた際に大坂城下へ組み込まれて開発された。東横堀川・西横堀川沿いには泉屋・大坂屋などの大坂銅吹屋が集中し、長堀川沿いには石屋の密集地も形成され、他にも職人町を起源とする町が多かった。一方、道頓堀の芝居町の影響を色濃く受けた島之内の南部は、19世紀後半には24町もの茶屋御免の町があり、遊里が点在する色町を形成しており、船場の「商いどころ」に対して「粋どころ」と呼ばれた。
異名は「ミナミ」「江南」「南江」「南州」「南陽」「陽台」「崎陽（きよう）」と多数あった。つまり「ミナミ」とは元々、島之内のことを指す名称であった。
2024年時点では現地の人すら寄り付かない「中国人自治区」と化しており、人民元が使える店も出現している。

## 町名の変遷

### 明治以前
明治初頭には55町あり、うち東西方向の町が26町、南北方向の町が29町だった。
東西方向の町（北から南の順）
- 長堀平右衛門町（西横堀川以東・長堀川以南）・長堀10丁目（長堀川以南）・長堀心斎町（同左）・長堀次郎兵衛町（同左）・長堀茂左衛門町
- 尾上町・高間町（たかまちょう）・鰻谷2丁目・鰻谷1丁目
- 大宝寺町・錺屋町（かざりやまち）・南紺屋町・山崎町・九之助町（くのすけまち）2丁目・九之助町1丁目
- 松原町・柳町・岩田町・綿袋町（めんたいちょう）・中津町
- 周防町
- 南毛綿町（みなみもめんまち）
- 三津寺町
- 道頓堀久左衛門町・道頓堀宗右衛門町・道頓堀大和町

南北方向の町（東から西の順）
- 小西町・南問屋町
- 卜半町（ぼくはんまち）・南竹屋町
- 石灰町（いしはいまち）・道仁町（どうにんちょう）・高津町（こうづちょう）
- 関町・鍛冶屋町1丁目・鍛冶屋町2丁目
- 南米屋町・油町1丁目・油町2丁目・油町3丁目
- 白銀町（しろがねまち）・常珍町（じょうちんまち）・南綿町・酒辺町（さかべちょう）
- 玉屋町・南塗師屋町（みなみぬしやまち）
- 南笠屋町・道頓堀御前町（どうとんぼりおまえまち）
- 南畳屋町・道頓堀布袋町（どうとんぼりほていまち）
- 木挽町（こびきちょう）北之丁・木挽町中之丁・木挽町南之丁・菊屋町
- 炭屋町

### 明治以降
1872年（明治5年）の町名改編で28町に改編され、うち東西方向の町が14町、南北方向の町が14町となった。
東西方向の町（北から南の順）
- 鰻谷西之町・鰻谷中之町・鰻谷東之町
- 大宝寺町西之丁・大宝寺町中之丁・大宝寺町東之丁
- 西清水町・東清水町
- 周防町
- 八幡町（はちまんちょう）
- 三津寺町
- 久左衛門町・宗右衛門町・大和町

南北方向の町（東から西の順）
- 問屋町
- 竹屋町
- 南綿屋町
- 鍛冶屋町
- 長堀橋筋1丁目・長堀橋筋2丁目
- 千年町
- 玉屋町
- 笠屋町
- 畳屋町
- 心斎橋筋1丁目・心斎橋筋2丁目
- 北炭屋町・南炭屋町

### 現在
1982年（昭和57年）に堺筋以東が島之内1 - 2丁目の現行町名に改編された。旧町名では鰻谷東之町・大宝寺町東之丁・問屋町・竹屋町・南綿屋町・鍛冶屋町・大和町のそれぞれ全域、長堀橋筋1 - 2丁目の堺筋以東が該当する。
1989年（平成元年）には堺筋 - 畳屋町筋間の大半が東心斎橋1 - 2丁目の現行町名に改編され、既存の心斎橋筋1 -2丁目・宗右衛門町もそれぞれ町域が拡大された。同時に御堂筋以西も西心斎橋1 - 2丁目の現行町名に改編され、地域としての島之内の町名の数はわずか9町となった。なお、宗右衛門町を除き、それぞれ周防町筋以北が1丁目、以南が2丁目となる。

## 世帯数と人口
2019年（平成31年）3月31日現在の世帯数と人口は以下の通りである。
| 丁目         | 世帯数    | 人口    |
| ------------ | --------- | ------- |
| 島之内一丁目 | 1,684世帯 | 2,238人 |
| 島之内二丁目 | 2,622世帯 | 3,524人 |
| 計           | 4,306世帯 | 5,762人 |

### 人口の変遷
国勢調査による人口の推移。
| 1995年（平成7年）  | 3,344人 | [ 6 ]  |  |
| 2000年（平成12年） | 3,593人 | [ 7 ]  |  |
| 2005年（平成17年） | 5,153人 | [ 8 ]  |  |
| 2010年（平成22年） | 5,557人 | [ 9 ]  |  |
| 2015年（平成27年） | 6,261人 | [ 10 ] |  |

### 世帯数の変遷
国勢調査による世帯数の推移。
| 1995年（平成7年）  | 2,031世帯 | [ 6 ]  |  |
| 2000年（平成12年） | 2,455世帯 | [ 7 ]  |  |
| 2005年（平成17年） | 4,106世帯 | [ 8 ]  |  |
| 2010年（平成22年） | 4,187世帯 | [ 9 ]  |  |
| 2015年（平成27年） | 4,653世帯 | [ 10 ] |  |

## 事業所
2016年（平成28年）現在の経済センサス調査による事業所数と従業員数は以下の通りである。
| 丁目         | 事業所数  | 従業員数 |
| ------------ | --------- | -------- |
| 島之内一丁目 | 402事業所 | 4,970人  |
| 島之内二丁目 | 165事業所 | 1,561人  |
| 計           | 567事業所 | 6,531人  |

## 施設
- 心斎橋筋商店街
- 大丸心斎橋店
- アメリカ村
- ビッグステップ
- 心斎橋OPA
- 関西みらい銀行心斎橋営業部
- ホテル日航大阪
- スポーツタカハシ
- アップリカ本社・大阪店
- 大阪市立島之内図書館
- 大阪市立南中学校
- 大阪南郵便局
- 南警察署
- 原田病院（二次救急指定医療機関）
- カナダ総領事館（第三松豊ビル）
- 大韓民国総領事館
- 日本基督教団島之内教会 - かつて島之内寄席をはじめとする文化活動を行った。
- 大阪維新の会本部
- 日本維新の会本部
- 全東信本社
- 仮面女子シアター

## 交通

### 鉄道
- 心斎橋駅
  - 御堂筋線・長堀鶴見緑地線
- 長堀橋駅
  - 堺筋線・長堀鶴見緑地線

以下は外縁に近接する駅
- 四ツ橋駅
  - 四つ橋線
- 松屋町駅
  - 長堀鶴見緑地線

### 道路
- 長堀通
- 阪神高速1号環状線北行き（四ツ橋入口）
- 御堂筋
- 堺筋
- 阪神高速1号環状線南行き（道頓堀出口）

以下は外縁に近接する道路
- 四つ橋筋
- 松屋町筋

## その他

### 日本郵便
- 〒542-0082[3]（集配局：大阪南郵便局[12]）